# 靖州站
靖州站是位于湖南靖州苗族侗族自治县渠阳镇的一个铁路车站，邮政编码418400。车站建于1978年，有焦柳铁路经过该站，现办理客运货运业务。车站距离月山站1327公里，隶属广铁集团，是四等站。

## 邻近车站
1. ↑  根据《中华人民共和国铁路车站代码》（GB/T10302-2010）